# Abra del Acay
Abra del Acay – przełącz w Andach na zboczu Nevado de Acay, położona w departamencie La Poma przy granicy z departamentem Los Andes w prowincji Salta. 
Jest to najwyższa przełęcz w Ameryce o wysokości 4895 m n.p.m., znana jako nido del viento blanco (gniazdo białego wiatru). Rozdziela obszar Puny od doliny Calchaquí. Na południe od niej swoje źródła ma rzeka Calchaquí, a na północy rzeka Toro. Przechodząc przez przełącz droga była używana od czasów Inków. Przebiegała przez nią jedna z odgałęzień Qhapac Ñan.
Obecnie przez przełęcz Abra del Acay przebiega słynna Droga krajowa 40 (ruta nacional n.º 40 «Libertador General Don José de San Martín»). Na północy najbliższym miastem jest San Antonio de Los Cobres, na południu La Poma